# التون یعقوب‌لو
التون یعقوب‌لو (ترکی آذربایجانی: Eltun Yaqublu؛ زادهٔ ۱۹ اوت ۱۹۹۱) بازیکن فوتبال اهل جمهوری آذربایجان است.
از باشگاه‌هایی که در آن بازی کرده‌است می‌توان به باشگاه فوتبال قره‌باغ اشاره کرد.